# Orfelia elegans
Orfelia elegans är en tvåvingeart som först beskrevs av Daniel William Coquillett 1895.  Orfelia elegans ingår i släktet Orfelia och familjen platthornsmyggor. Inga underarter finns listade i Catalogue of Life.